# Miguel Laura
Miguel Nicanor Laura Saavedra (Lima, 8 de octubre de 1965) es un compositor, arreglista, productor musical y escritor peruano. Es autor y compositor de más de 200 obras musicales. Sus canciones han sido grabadas por las más prestigiosas agrupaciones tropicales del Perú: Agua Marina, Grupo 5, Armonía 10, Hermanos Yaipén, Corazón Serrano, Marisol y la Magia del Norte, Caribeños de Guadalupe, Hermanos Silva, Grupo Néctar, Los Destellos, Internacional Privados, El Lobo y la Sociedad Privada, Grupo América, Orquesta Candela, Agua Bella, Caña Brava, Claudio Morán, Dilbert Aguilar y Orquesta La Tribu, Marco Antonio & Orquesta, entre otras. Asimismo, artistas del folclore nacional, como Sonia Morales, Dina Páucar, William Luna, Anita Santivañez y Amanda Portales, también han llevado al disco sus creaciones.

## Biografía
Sus estudios los realizó en el Colegio Primario 666 del distrito de San Martín de Porres en Lima. Los estudios secundarios los realizó en el Colegio José Granda del mismo distrito. Desde muy joven empezó a manifestar su inquietud creadora. Ya en las aulas secundarias escribía canciones, poemas y relatos cortos.

## Características de sus obras
El estilo que caracteriza las obras del autor es el corte romántico, sus versos y armonías son sencillas, pero las melodías de estos versos tienen una intensidad y dulzura, propias de las canciones populares, que resisten el paso de los años y quedan en la memoria de los pueblos.
Podemos estructurar el conjunto de la labor autoral de Miguel Laura del siguiente modo:

### Obras con mensaje social
Cumbia “Conciencia”
Este autor limeño que tiene en su registro más de 200 canciones,  siempre quiere ir más allá de las barreras que indica la convención.  Por eso, además de su retórica amorosa, el interés que tiene de forjar una propuesta de lírica narrativa, de observación de lo que pasa alrededor: del entorno social. Cumbia conciencia, la llama. En dicho intento escribe en ritmo de Cumbia, su tributo a escritores, como José María Arguedas, César Vallejo y Mario Vargas Llosa. ¿Por qué un género tan popular como la cumbia peruana no puede cantar a los que forjan nuestra identidad y nos llenan de orgullo, a los grandes de la cultura peruana?  Porque asume que la música puede ser más que entretenimiento.
Dentro de esta categoría musical podemos destacar, entre las más importantes las siguientes:
- Llora un niño y Niño Bendito: obras que trata sobre la pobreza y el trabajo infantil en las calles. Interpretada por Claudio Morán, Sonia Morales, Dina Paucar, Nilda Bardales.
- El pescador: obra que trata sobre el trabajo sacrificado y la vida de los pescadores. Interpretada por  El Lobo y la Sociedad Privada.
- El taxista: obra que aborda, las vicisitudes y problemática de la labor del trabajador que presta servicios de taxi. En el Perú, existen más de 300,000 taxistas. Interpretada por El Lobo y La Sociedad Privada.
- El escribidor: cumbia grabada por Dilbert Aguilar  en el año 2012 en homenaje al premio Nobel de literatura: Mario Vargas Llosa. Esta obra la escribió el autor en coautoría con su hijo de 10 años Miguel Laura Bohorquez.
- Hermano escritor: Cumbia grabada por el Lobo y La Sociedad Privada en el año 2013 por el centenario de José María Arguedas.
- Hermano poeta: Cumbia grabada por Alex Muñoz en el año 2013, en homenaje al insigne poeta César Vallejo.
- Maestro: Obra en homenaje a los maestros del mundo. Interpretada por el Lobo y La Sociedad Privada.
- La tierra de la alegría: obra en homenaje al Perú, donde destaca las bondades de su gente y de su tierra. Grabada en el año 2013 por Orquesta Candela  y Los Románticos de la Cumbia con la voz de Alex Muñoz.
- Bolivia está de pie: Obra que aborda el reclamo de Bolivia ante la Haya, por una salida soberana al Mar. Grabada en ritmo de Saya en el año 2014 por los Chajchas.
- Sembrando: Obra grabada por Dilbert Aguilar en el año 2006.

### Obras motivacionales y optimistas
- Levántate: grabada por Lucho Paz en el año 2010
- No te rindas: Grabada por Marco Antonio y Orquesta en el año 2010.
- Vuelve a empezar: obra grabada por Dilbert Aguilar, que trata sobre el sufrimiento y tragedia de los afectados por el sismo ocurrido en el sur del Perú, en el año 2007.
- Tienes que ser mejor: obra que trata sobre la familia y los valores morales. Grabada por Los Románticos de la Cumbia con la voz de Chichi Astete.

### Obras con dimensión filosófica
- Eterno Amor (Más allá de la muerte): obra que trata del deseo universal del ser humano, de trascender la muerte. Grabada en diversos géneros musicales por Claudio Morán, Rossy War  y Nilda Bardales.

### Obras de contenido amoroso
- Si te vas que haré, Cumbia grabada originalmente por el Lobo y la sociedad privada en el año 2004 y Que en la actualidad tiene más de 50 versiones grabadas en diversos géneros: como el bolero, vals, huayno, balada, Vallenato y folk.
- Soñé contigo: grabada originalmente por Claudio Moran y publicado el año 1999 en el disco: Tequendama de oro de México. Esta obra musical, también tiene diversas versiones realizadas por agrupaciones mexicanas y peruanas.
- Tengo que olvidarte: grabada por la prestigiosa agrupación musical del Perú: Agua Marina, en el año 2000. Y por Víctor Benachi de Colombia en el año 2009.  Esta Cumbia ha sido versionada al vals y al bolero.
- Dile: Cumbia grabada por el reconocido” Grupo 5” del Perú, en el año 2004. Obra versionada también en ritmo de vals y bolero.
- Sola: cumbia grabada originalmente en el año 2005 en ritmo de Huayno por Anita Santivañez y luego interpretada en su versión original por Corazón Serrano, después por Marisol y la magia del norte y Karla de Argentina.
- Júrame: cumbia grabada originalmente por el Grupo 5 en el año 2010, luego, por El lobo y la sociedad privada. También ha sido versionada a otros géneros musicales como el Landó y la saya. En 2021, fue interpretada por el actor André Silva, para usarse como tema principal de la telenovela Luz de luna.
- Contigo hasta la muerte: obra grabada originalmente por Marco Antonio y su orquesta en el año 2010 y luego por Marisol y la magia del norte. Esta obra también ha sido versionada en otros géneros musicales en el Perú, como en el extranjero.
- Señora Bella: Cumbia Grabada por Marco Antonio y orquesta y Luego por los Morunos en ritmo de bolero.

## Libros

### La rica cumbia[4]
El libro La rica cumbia publicado en Lima, en enero del 2010 por Laura Producciones, editorial creada por el propio autor, que contiene 18 entrevistas a los más grandes cantantes de la Cumbia Peruana. En más de 200 páginas recoge las conversaciones que tuvo con 18 cantantes de cumbia peruana de todos los tiempos: Desde Félix Martínez de Los Destellos, Pedro Miguel de Los Maracaibos, Kike Balarezo de Los Ecos, Johnny Arce de diferentes grupos, Vico del Grupo Karicia, Oscar Hidalgo de Los Yungas, hasta Claudio Morán de Los Destellos y Cuarteto Continental, Pepe Baroni de Compay Quinto y, entre otros, Carlos Ramírez de Los Ilusionistas.
El libro mereció la atención de los medios periodísticos y de reconocidos cronistas y periodistas como: Eloy Jáuregui, quien comentando el libro dice: “Un testimonio de cualquier de los músicos que ha entrevistado Miguel Laura Saavedra, agota el debate intelectual. Ese es el brillante mérito de este libro que en realidad, y lo afirmo de manera categórica, es un estudio antropológico de fuste…”.

### Cumbia Perú
Libro publicado en Lima Perú, en julio del 2012 por la editorial Laura Producciones. El libro trata sobre la historia de los autores y compositores más destacados de la Cumbia Peruana y, a través de estas historias se refleja la historia misma y la génesis de la Cumbia Peruana, entre los que se encuentran 21 autores como: Estanis Mogollón, Walter León, Tito Caycho, Manuel Mantilla, Beto Cuestas, Marino Valencia, entre otros y un monólogo del propio autor Miguel Laura.  El libro tiene aproximadamente 300 páginas y va acompañado de más de 100 fotografías. Tiene el prólogo del destacado periodista y escritor del diario El Comercio Enrique Sánchez Hernani. Y Comentarios de destacados músicos de otros géneros musicales como Miki González (rock) y Manuelcha Prado (Folklore).